# Кутаисский округ
Кутаисский округ (груз. ქუთაისის ოლქი) — единица административного деления Грузинской ССР, существовавшая с сентября 1929 по июль 1930 года. Административный центр — город Кутаис.
Образован постановлением ВЦИК и СНК Грузинской ССР от 11 июля 1929 года на территории упразднённых Кутаисского, Шорапанского и Рача-Лечхумского уездов.
Кутаисский округ был разделён на 16 районов: Самтредский, Ванский, Багдадский, Кутаисский, Хонский, Окрибский, Зестапонский, Чхарский, Хорагоульский, Чиатурский, Сачхерский, Онский, Амбролаурский, Чребалойский, Цагерский и Квемо-Сванетский.
Кутаисский округ граничил с Горийским округом, Ахалкалакским, Ахалцихским, Земо-Сванетским, Сенакским и Озургетским уездами, Юго-Осетинской автономной областью и РСФСР.
По постановлению ЦИК и СНК СССР от 23 июля 1930 года Кутаисский округ, как и большинство остальных округов СССР, был упразднён, а входящие в его состав районы переданы в прямое подчинение Грузинской ССР.